# Titus Mulama
Titus Mulama (Nairobi, Kenia, 6 de agosto de 1980) es un exfutbolista de Kenia que jugaba en la posición de centrocampista. Es el hermano gemelo del también futbolista Simeon Mulama.

## Carrera

### Club
| Periodo   | Club                 |
| --------- | -------------------- |
| 1997–2005 | Mathare United       |
| 2005–2006 | APR FC               |
| 2006      | Mathare United       |
| 2006–2007 | CS Herediano         |
| 2007–2008 | Västerås SK          |
| 2009–2010 | Mathare United       |
| 2010      | KCB SC               |
| 2011–2012 | Sofapaka FC          |
| 2012      | FC Saint-Éloi Lupopo |
| 2012      | Nakuru AllStars      |
| 2013      | Sofapaka FC          |

### Selección nacional
Debutó con Kenia el 10 de diciembre de 2001 en la victoria por 2-1 ante Eritrea en Kigali por la Copa CECAFA y su primer gol internacional lo anotó el 12 de diciembre de 2001 ante Somalia en Kigali por la misma competición. Su retiro internacional fue el 2 de junio de 2012 en el empate 0-0 ante Malaui en Kasarani por la clasificación de CAF para la Copa Mundial de Fútbol de 2014. Jugó 71 partidos internacionales y anotó ocho goles; y participó en la Copa Africana de Naciones 2004 donde anotó un gol.

## Logros
- Primera División de Ruanda (1): 2005/06
- Copa de Ruanda (1): 2005/06
- Supercopa de Kenia (1): 2011